# Curçay-sur-Dive
Curçay-sur-Dive è un comune francese di 229 abitanti situato nel dipartimento della Vienne nella regione della Nuova Aquitania.

## Società

### Evoluzione demografica
Abitanti censiti